# Buchela
Madame Buchela, bürgerlicher Name Margarethe Goussanthier (* 12. Oktober 1899 als Margarethe Merstein in Honzrath; † 8. November 1986 in Bonn) war eine deutsche Wahrsagerin. Sie galt als Wahrsagerin von Bonn und Pythia vom Rhein.

## Leben
Nach ihren Angaben wurde sie auf einem Feld unter einer Buche geboren, was ihren Künstlernamen erklärt. In einem frühen Fernsehinterview von 1953 hingegen gab sie die weniger mystische Erklärung, dass sie in der Schule häufig Bucheckern gegessen und deswegen von ihrem Lehrer den Spitznamen Buchela erhalten habe. Weil der Vater Hausierer war, zog sie als „Zigeunerkind“ durch die Lande. Die Gabe des Wahrsagens will sie entdeckt haben, als sie den Tod ihres Bruders Anton voraussah. Nachdem sie die weitere Kindheit im Waisenhaus erlebt hatte, heiratete sie Adam Goussanthier. Viele ihrer Familienangehörigen wurden von den Nationalsozialisten als „Zigeuner“ in Konzentrationslagern inhaftiert und ermordet. Sie selbst entging der Verfolgung vermutlich aufgrund des französisch klingenden Familiennamens ihres Mannes, der als Soldat der Wehrmacht am Ende des Zweiten Weltkrieges fiel.
Nach dem Krieg lebte sie zunächst in Stotzheim, später an der Ahr und ab 1961 in Remagen, wo unter anderem angeblich Konrad Adenauer zu ihren Besuchern gehörte, dem sie bereits den Wahlsieg von 1953 vorhergesagt haben soll. Hierfür gibt es jedoch keine Belege. In Remagen und Umgebung erlangte sie bald den Status einer lokalen Berühmtheit. Die teuren Autos, mit denen die Ratsuchenden vor ihrem Haus, dem Vermächtnis einer dankbaren Kundin, vorfuhren, trugen zu Spekulationen über die Namen der in- und ausländischen Politiker bei, die angeblich ihre Kunden waren. Gerüchte behaupteten, sie übe dadurch erheblichen Einfluss auf die Politik aus, was u. a. auch durch einen von den DDR-Dokumentarfilmern Walter Heynowski und Gerhard Scheumann gedrehten Dokumentarfilm unter dem Titel Geisterstunde aufgegriffen wurde. Stets soll sie aber auch „einfache Leute“ empfangen und ihnen, ggf. auch ohne Honorar, die Zukunft vorausgesagt haben. In der Remagener Bevölkerung war sie zudem durch ihre zahlreichen Haustiere, zu denen auch ein Affe gehörte, bekannt.
Erhebliche Bekanntheit verdankte sie auch ihrer Beteiligung an der Aufklärung der Soldatenmorde von Lebach, auch wenn sie hierbei nicht als Wahrsagerin auftrat: Die beiden Haupttäter hatten Margarethe Goussanthier mehrfach aufgesucht und geplant, sie unter einem Vorwand zu entführen – vermutlich um sie zum Verrat intimer Details aus dem Privatleben ihrer Kunden zu zwingen und diese dann damit zu erpressen. Nach anderen Quellen wurden bei ihr größere Bargeldbeträge und Gold vermutet, da sie als „Zigeunerin“ ihr Geld keiner Bank anvertrauen würde. Die beiden hatten sich bei der Kontaktaufnahme als Dr. Sardo nebst Sekretär ausgegeben und behauptet, im Auftrag der ehemaligen Kaiserin Soraya zu kommen, die Buchelas Dienste in Anspruch nehmen wolle. Allerdings sollte Madame Buchela mit ihnen fahren, was unüblich war, denn Margarethe Goussanthier empfing ihre Kunden sonst immer zu Hause. Da ihr die Männer suspekt waren, hatte sie sich daraufhin das Autokennzeichen notiert. Als bei der Fahndung nach den Mördern in der Fernsehsendung Aktenzeichen XY ungelöst auch über ein in Verbindung mit der Tat stehendes Erpressertelegramm berichtet wurde, das mit Dr. Sardo unterzeichnet war, informierte sie die Polizei, die dank des Kennzeichens die Täter identifizieren konnte.
In ihren späten Jahren lebte ein Neffe bei ihr, zu dem sie ein besonders enges Verhältnis hatte. Nach seinem Tod 1976, der sie tief getroffen hatte (er war in ihrem Haus ermordet worden), zog sich die häufig kranke Margarethe Goussanthier weitgehend aus der Öffentlichkeit zurück. 1983 erschien ihre Autobiographie Ich aber sage Euch. Das Vermächtnis der großen Seherin, die mutmaßlich von einem Ghostwriter verfasst wurde. Sie verbrachte ihre letzten Lebensmonate im Haus einer Freundin in Oberwinter. Dies führte zu einem Konflikt mit ihrer Familie, die behauptete, Madame Buchela sei dort gegen ihren Willen festgehalten worden.
In ihrem Geburtsort wurde 2002 ein nach Madame Buchela benannter Brunnen errichtet. 2012 erschien der Biografieroman Vom Sehen und Sagen. Die Buchela von Monika Littau.